# Франк Шепке
Франк Шепке (нім. Frank Schepke, 5 квітня 1935 — 4 квітня 2017) — німецький академічний веслувальник.
Олімпійський чемпіон 1960 року в складі вісімки.
Чемпіон Європи 1959 (вісімки), 1961 (розпашні четвірки зі стерновим) років.